# Phantasy Star III
Phantasy Star III: Generations of Doom är ett RPG till Segas konsol Mega Drive. Det skiljer sig markant från Phantasy Star, Phantasy Star II och Phantasy Star IV i och med att den estetiska stilen är mer medeltida. Ett nytt koncept var att huvudpersonen fick gifta sig och skaffa barn två gånger, vilket ledde till nya huvudpersoner att spela med och fyra olika slut.